# Vuelo 1631 de Kaleva
Kaleva era un avión civil de pasajeros y transporte Junkers Ju 52 perteneciente a la aerolínea finlandesa Aero O/Y. El 14 de junio de 1940, como vuelo 1631 de Tallin en Estonia a Helsinki en Finlandia, el avión fue derribado sobre el Golfo de Finlandia por dos bombarderos soviéticos Ilyushin DB-3, matando a los nueve personas a bordo. El incidente ocurrió durante la paz provisional entre la Unión Soviética y Finlandia, y al comienzo de la ocupación soviética de Estonia. Fue el segundo avión de pasajeros civil en la historia en ser derribado en vuelo por aviones hostiles.

## Incidente
Unos minutos después de despegar de Tallin, el Aero Flight 1631 se unió a quemarropa con dos torpederos soviéticos DB-3T. Los bombarderos abrieron fuego con sus ametralladoras y dañaron gravemente al Kaleva, haciéndolo caer al agua unos kilómetros al noreste del faro de Keri. Los nueve pasajeros y miembros de la tripulación a bordo murieron.
Los pescadores estonios habían presenciado el ataque y el accidente del avión. Poco después del accidente, el submarino soviético clase Shchuka (Щ-301) salió a la superficie e inspeccionó los barcos de pesca. Después de confiscar los artículos que los pescadores sacaron del naufragio, los soviéticos recogieron el correo diplomático del naufragio y del mar. El futuro piloto finlandés con la máxima puntuación, Ilmari Juutilainen, fue enviado a inspeccionar el lugar del accidente. Después de que los soviéticos vieron el avión finlandés, el submarino ocultó su bandera.
En el momento del incidente, Finlandia no estaba en guerra con la Unión Soviética. El ataque fue probablemente parte de los preparativos soviéticos para la ocupación a gran escala de Estonia, que tuvo lugar dos días después del incidente de Kaleva, el 16 de junio de 1940. La ocupación estuvo precedida durante varios días por un bloqueo aéreo y naval soviético, que incluía impedir el envío de correo diplomático al extranjero desde Estonia. Los pasajeros del último vuelo de Kaleva incluían dos empresarios alemanes, dos mensajeros de la embajada francesa, un sueco, un mensajero estadounidense y una mujer estonia. Los correos franceses tenían más de 120 kilogramos (264,6 lb) de correo diplomático en el avión. Según los informes, el mensajero estadounidense transportaba los códigos militares estadounidenses a un lugar seguro desde Estonia.
El gobierno de Finlandia no envió ninguna queja o pregunta a los soviéticos por temor a una respuesta soviética hostil, y la verdadera razón del accidente se ocultó al público. Esto se debió a la fuerte presión ejercida sobre Finlandia durante la paz provisional por parte de los soviéticos. Después del estallido de la Guerra de Continuación, el incidente fue descrito en detalle por el gobierno.

### Informe de G. Goldberg
El informe del comandante del Shch-301 G. Goldberg sobre el incidente que se encuentra en los Archivos Navales del Estado Ruso comienza con el aviso de un avión finlandés en su camino de Tallin a Helsinki el 14 de junio de 1940 a las 15:05 p. m. Según el informe, el avión fue perseguido por dos bombarderos de alta velocidad soviéticos Tupolev SB. A las 15.06 horas, el avión finlandés se incendió y cayó al mar, 5,8 millas (9,3 km) del submarino. A las 15.09 horas, el submarino puso rumbo al lugar del accidente y llegó al lugar a las 15.47 horas. El submarino fue recibido por tres barcos pesqueros estonios cerca de los restos del avión. Los pescadores estonios fueron registrados por los tenientes Aladzhanov, Krainov y Shevtshenko. Todos los objetos de valor encontrados de los pescadores y en el mar fueron llevados a bordo del submarino: los artículos incluían alrededor de 100 kg (220 lb) de correo diplomático, valores y divisas. A las 15:58 se observó un avión de combate finlandés en curso hacia el submarino. El avión hizo tres círculos sobre el sitio y luego voló hacia Helsinki. Se determinó que las coordenadas exactas del lugar del accidente estaban en 59°47′1″N 25°01′6″E / 59.78361, 25.01833.

### Informe de A. Matvejev
El informe del Capitán A. Matvejev indica que a bordo del Shch-301 notó un accidente aéreo el 14 de junio de 1940 a las 15.06 en 5,8 millas (9,3 km) distancia desde el submarino. En el lugar del accidente se encontraron tres barcos pesqueros estonios y los restos del avión. A las 15.58 horas, un avión de combate finlandés describió tres círculos sobre el lugar del accidente. A las 16.10 horas todos los elementos encontrados en el mar y en manos de los pescadores fueron subidos a bordo del submarino. Los artículos incluyen alrededor de 100 kg (220 lb) de correo diplomático, y objetos de valor y monedas que incluye: dos medallas de oro, 2.000 marcos finlandeses, 10.000 leus rumanos, 13.500 francos franceses, 100 dinares yugoslavos, 90 liras italianas, 75 dólares estadounidenses, 521 rublos soviéticos, y 10 coronas estonias. Todos los artículos fueron puestos a bordo del barco patrullero Sneg y enviados a Kronstadt.

## Víctimas
| Nacionalidad   | Pasajeros | Tripulación |
| -------------- | --------- | ----------- |
| Finlandia      |           | 2           |
| Francia        | 2         |             |
| Alemania nazi  | 2         |             |
| Estonia        | 1         |             |
| Suecia         | 1         |             |
| Estados Unidos | 1         |             |
| Total          | 7         | 2           |

El avión estaba pilotado por el capitán Bo von Willebrand y Tauno Launis era el operador inalámbrico. La víctima estadounidense fue Henry W. Antheil Jr., hermano menor del destacado compositor George Antheil. Antheil trabajó como oficinista en la Legación de Estados Unidos en Helsinki. En 2007, fue honrado por su servicio en una ceremonia en el Departamento de Estado de los Estados Unidos. Su nombre fue inscrito en el Muro de Honor de dicho departamento.
- Bo Hermansson von Willebrand (capitán)
- Tauno Launis (copiloto)
- Henry W. Antheil Jr. (diplomático estadounidense)
- Frédéric Marty (correo diplomático francés)
- Paul Longuet (correo diplomático francés)
- Rudolf Cöllen (Alemania)
- Friedrich-Wilhelm Offermann (Alemania)
- Max Hettinger (Suecia)
- Gunvor Maria Luts (ciudadano estonio nacido en Finlandia)

## En la cultura popular
El derribo de Kaleva es un evento central en la trilogía de novelas Litsid (The Whores, 2015-2018) del autor estonio Mart Sander y en la serie de televisión del mismo nombre (2018). El libro sigue la teoría que propone que a Henry Antheil (interpretado en la serie por Matt Fien) se le encargó transportar el último oro restante del depósito de oro de Estonia (11 lingotes) a Finlandia, solo unos días antes de que comenzara la ocupación soviética. Había 227 kilogramos de equipaje diplomático en el avión. Otra teoría sugiere que las órdenes vinieron directamente de Stalin, quien estaba convencido de que el presidente estonio, Konstantin Päts, estaba tratando de huir del país.

## Otras fuentes
- Petrov, Pavel (2008). Punalipuline Balti Laevastik ja Eesti 1939–1941 (en estonian). Tänapäev. ISBN 978-9985-62-631-3.
- Gummerus, Vuosisatamme kronikka, p. 543. 1987. ISBN 951-20-2893-X